# Đình Bảng Môn

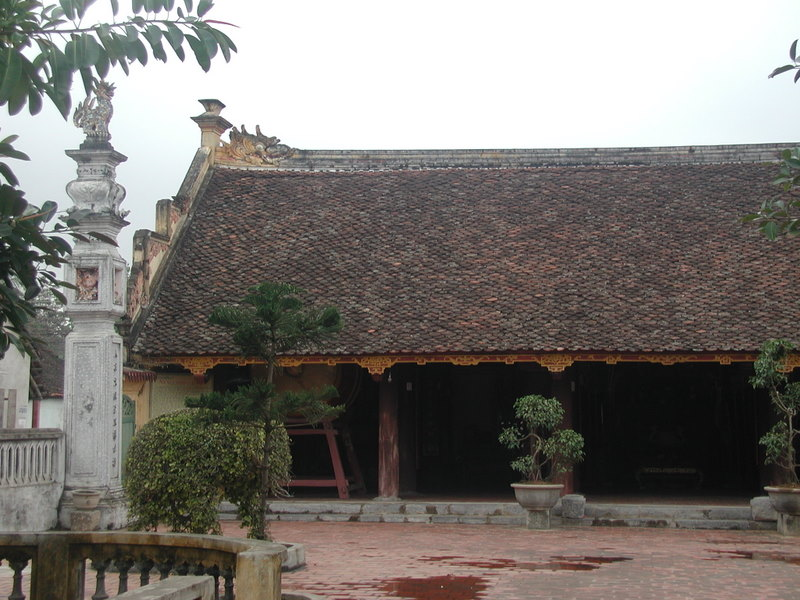
Bảng Môn Đình (Đình Bảng)

Bảng Môn Đình là tên của đình làng thuộc xã Hoằng Lộc, huyện Hoằng Hóa, tỉnh Thanh Hóa. Bảng Môn Đình được dựng lên vào thế kỷ 15, vừa là nơi thờ thành hoàng của làng, vừa là nơi hội tụ của nhiều nho sinh, nơi giúp họ dùi mài kinh sử, nơi tôn vinh các vị khoa bảng của làng. Bảng Môn Đình đã trở thành biểu tượng của sự hiếu học của người Hoằng Lộc, được nhiều nơi biết đến và được xếp hạng di tích lịch sử và kiến trúc nghệ thuật quốc gia

.
Theo sử sách, xã Hoằng Lộc (huyện Hoằng Hóa, tỉnh Thanh Hóa) có 12 vị đỗ đại khoa, trong đó có 7 tiến sĩ được ghi danh tại Văn miếu Quốc Tử Giám, cùng gần 200 hương cống, cử nhân, 140 người đỗ sinh đồ, tú tài. Để tôn vinh nghiệp học, vào thế kỷ XV, người dân Hoằng Lộc đã dựng lên Bảng Môn Đình vừa là nơi thờ Thành hoàng làng, vừa là nơi hội tụ của nho sinh dùi mài kinh sử, nơi tôn vinh các vị khoa bảng khi vinh qui bái tổ về làng và nhắc nhở các thế hệ con cháu mai sau về truyền thống học hành. Năm 1990, Bảng Môn Đình đã được xếp hạng di tích lịch sử và kiến trúc nghệ thuật Quốc gia.

### Rạng danh đất học
Tìm hiểu thần phả đang còn ghi chép ở Bảng Môn Đình thì nguồn gốc vị Thành hoàng làng là cụ Nguyễn Tuyên sinh ngày 10 tháng 3 năm Đinh Sửu (1017) là con trai độc nhất của ông Nguyễn Công Thanh và bà Lê Thị Hạnh, một nhà nho nghèo ở trang Bột Đà, huyện Cổ Đằng, phủ Hà Trung, xứ Thanh Hoa nay là xã Hoằng Lộc, huyện Hoằng Hóa, tỉnh Thanh Hóa.
Tương truyền, dù mới 21 tuổi nhưng Nguyễn Tuyên đã là một vị tướng quân rất tài giỏi, khi nhà Lý tìm người hiền tài đứng ra giúp vua đánh giặc, Nguyễn Tuyên đã xung trận cùng vua đánh tan quân Chiêm Thành. Khi giặc tan, người trở về vinh qui bái tổ. Khi trở về kinh thành, nơi đây bỗng sấm sét đầy trời. Rồi vị tướng không bệnh mà mất, qua một đêm mối đùn lên thành một ngôi mộ rất lớn. Ngay tại nơi tướng quân hóa thân, người dân đã lập đình để thờ và tưởng nhớ công ơn của người.
Vào thế kỷ XV, khi Nho học chiếm ưu thế, sự học của Nho sinh ở làng Hoằng Bột đã làm hiển danh thành đất Trạng, ngôi đền được chuyển tên và hàm chứa giá trị mới của Nho giáo: Đình Bảng Môn - nơi nêu tên bảng vàng và vinh danh sự học. Tuy là ngôi đình nhưng ngoài chức năng hội họp bình thường của cộng đồng làng xã, đây còn là nơi hội họp của hội Tư văn, nơi đón nhận chúc mừng những người đỗ đạt của cộng đồng mà trong đó có 12 tiến sĩ vinh qui về làng cùng hàng trăm hương cống, tú tài. Trong đó có nhiều vị khoa bảng nổi tiếng tài năng, nhân cách chính trực, thanh liêm như Nguyễn Nhân Lễ, Nguyễn Sư Lộ, Nguyễn Cẩn...
Từ chỗ là chốn thờ cúng Thành hoàng, đình làng đã trở thành nơi tôn vinh học vấn. Vì thế, ngày nay, khi nhắc đến địa danh này, người ta không quên gắn với những danh hiệu cao quý như: "làng hiếu học", "làng tiến sĩ", "làng khoa bảng"... Không phụ lòng các thế hệ tiền nhân, con cháu hậu sinh ở Hoằng Lộc vẫn tiếp bước làm rạng danh mảnh đất này.
Theo ông Nguyễn Xuân Chức (66 tuổi), người trông coi Bảng Môn Đình, cho biết ngôi đình là niềm tự hào của làng nên mọi người dân ai cũng có ý thức giữ gìn bảo vệ và xem đây là động lực để phấn đấu vươn lên trong cuộc sống. "Hằng ngày đình vẫn luôn mở cửa để đón người dân và các cháu nhỏ đến đình để thắp hương, học hành. Không phụ lòng tiền nhân, con cháu Hoằng Lộc nhiều thế hệ đều học hành đỗ đạt làm rạng danh quê hương. Khoảng 10 năm trở lại đây, năm nào con em Hoằng Lộc cũng đỗ đại học thuộc tốp đầu của huyện, nhiều cháu còn đậu thủ khoa ở những trường danh tiếng với số điểm tuyệt đối. Chính vì truyền thống đó mà bà con chúng tôi luôn tâm niệm dù bố mẹ khổ đến mấy cũng phải lo cho con cái học hành đến nơi đến chốn"- ông Chức chia sẻ.
Cũng theo ông Chức, Di vật trong Bảng Môn Đình còn giữ lại gồm có một bức đại tự "Địa linh nhân kiệt" và hai bản "Thúc Ước Văn". Gần đây, tấm bia "Đường Bột Kiều Bi", một tấm bia lớn ghi công trạng của các vị đại khoa và "Hòn đá Sư lộ" được đưa về trước cửa đình.
Một công trình kiến trúc độc đáo
Bảng Môn Đình không chỉ là nơi nêu cao chuyện học hành mà đình làng có có giá trị rất lớn về kiến trúc nghệ thuật. Bảng Môn Đình bố cục kiểu chữ Đinh, ngoảnh hướng nam, tòa đại đình có 5 gian, phía sau là hậu cung. Hiện tại Bảng Môn Đình còn lưu bức đại tự lớn với dòng chữ "Địa linh nhân kiệt" đề cao truyền thống văn hiến của làng. Theo tương truyền thì đây là dòng đại tự do một vị vua nhà Lý ban tặng để tưởng nhớ Thành hoàng làng Nguyễn Tuyên và vùng đất địa linh Hoằng Lộc.
Đặc biệt, nét chạm khắc ở Bảng Môn Đình thể hiện kỹ thuật và bàn tay tài hoa của những nghệ nhân xưa. Đình được chạm theo lối chạm lộng, chạm thủng kênh bong để các hình nổi khối như tượng tròn trên cấu kiện kiến trúc. Qua tài liệu nghiên cứu cho thấy đình có niên đại khởi dựng khá sớm, có thể trước đây phần hậu cung là một ngôi đền từ thời Mạc, đến thời Lê Trung Hưng chuyển chức năng thành ngôi đình.
Mặc dù ngôi đình đã trùng tu một vài lần, tuy nhiên phía trong hậu cung – nơi mà người dân địa phương cho biết mộ của Thành hoàng làng Nguyễn Tuyên vẫn đang còn - ngay phía cửa lối vào hậu cung có đường diềm trang trí bao quanh mặt cửa đẹp như gấm dệt với các nét chạm khắc mây, đao, mác tua tủa, tượng tráng sĩ cưỡi voi bên phải, tượng trạng nguyên cưỡi ngựa bên trái, hình khối ngộ nghĩnh, sống động, hồn nhiên đậm yếu tố dân gian...
Điều đó cho thấy, dù trải qua hàng trăm năm, Bảng Môn Đình vẫn lưu giữ được nhiều nét kiến trúc cổ, mang giá trị nghệ thuật, văn hóa truyền thống của Hoằng Hóa nói riêng, đất và người xứ Thanh nói chung.